# Teizo Takeuči
Teizo Takeuči (japonsko 竹内 悌三), japonski nogometaš, * 6. november 1908, Tokio, Japonska, † 12. april 1946.
Za japonsko reprezentanco je odigral štiri uradne tekme.